# Jorge Gutiérrez
Jorge Gutiérrez (Camagüey, 18 de setembro de 1975) é um boxeador cubano, campeão olímpico.

## Carreira
Gutiérrez conquistou a medalha de ouro nos Jogos Olímpicos de Verão de 2000 em Sydney, após derrotar o russo Gaydarbek Gaydarbekov na categoria peso médio e consagrar-se campeão.